# Nephodia bisecta
Nephodia bisecta là một loài bướm đêm trong họ Geometridae.